# Johannes Feldmann
Johannes „Hans“ Feldmann (* 24. November 1911 in Dünaburg; † 4. Mai 1994 in Bamberg) war ein deutsch-baltischer Pädagoge.

## Leben
Johannes Feldmann besuchte das staatliche deutsche Gymnasium in Mitau. Von 1931 bis 1934 und wiederum von 1937 bis 1939 studierte er an der Universität Lettlands in Riga und am deutschen Herder-Institut Riga sowie am Deutschen Pädagogischen Institut in Riga. Am Herder-Institut registrierte er die bisher gebräuchlichen deutschen Ortsnamen in Lettland, deren öffentliche Verwendung 1934 verboten worden war. 1938 wirkte Feldmann als Lehrer am Gymnasium in Mitau.
Von 1946 bis 1973 unterrichtete Feldmann an Gymnasien in Kronach und Bamberg in Franken.

## Schriften
- als Herausgeber: Verzeichnis lettländischer Ortsnamen. Bruhns, Riga 1938; Nachdruck: Hofmann, Hamburg 1963.
- mit Heinz von zur Mühlen: Baltisches historisches Ortslexikon. Böhlau Verlag, Köln 1985 und 1990.
  - Band 1: Estland (einschließlich Nordlivland). 1985, ISBN 3-412-07183-8.
  - Band 2: Lettland (Südlivland und Kurland). 1990, ISBN 3-412-06889-6.